# Welling
Welling – miasteczko w gminie Bexley, w Londynie, w Wielkiej Brytanii. Leży ok. 18 km na południowy wschód od Charing Cross, tradycyjnego centrum Londynu.

## Historia
Przed otwarciem Bexleyheath line 1 maja 1895 roku, Welling było wioską leżącą przy głównej drodze Watling Street, łączącej Londyn z hrabstwem Kent.
Obszar ten do 1965 roku był częścią okręgu samorządu terytorialnego Municipal Borough of Bexley w okręgu administracyjnym Kentu; gminę zniesiono zgodnie z London Government Act 1963, a teren włączono do Wielkiego Londynu, tworząc część obecnej gminy London Borough of Bexley.
Od 1989 roku, przez blisko sześć lat, w Welling znajdowała się siedziba skrajnie prawicowej Brytyjskiej Partii Narodowej (powstałej w 1982 r.). Władze samorządowe Welling zamknęły siedzibę BNP w 1995 roku.

## Ludzie związani z Welling
- Kate Bush (1958–) – piosenkarka, kompozytorka i tekściarka, która dorastała w East Wickham Farm przy Wickham Street[8][9]

## Welling United F.C.
W 1963 w miasteczku został założony klub piłkarski Welling United F.C. W latach 1986–2000 oraz 2013–2016 uczestniczył w rozgrywkach Conference National.